# Xã Monmouth, Quận Shawnee, Kansas
Xã Monmouth (tiếng Anh: Monmouth Township) là một xã thuộc quận Shawnee, tiểu bang Kansas, Hoa Kỳ. Năm 2010, dân số của xã này là 3.021 người.